# Damernas hopp i gymnastik vid olympiska sommarspelen 2024
Damernas hopp i gymnastik vid olympiska sommarspelen 2024 avgjordes den 28 juli och 3 augusti 2024 i Percy Arena i Paris. 19 gymnaster från 14 nationer deltog i kvalet varifrån 8 idrottare från 6 nationer tog sig till finalen. Det var 20:e gången grenen fanns med i ett OS och den har funnits med i varje OS sedan 1952.
Damernas hopp avgjordes i två rundor, kval och final. I kvalrundan, som fungerade som kval för alla grenar inom kvinnlig artistisk gymnastik, rankades de 19 gymnasterna som genomförde två hopp i redskspet och topp 8, med max två från samma nation, tog sig vidare till finalen. Det är jämförelsevis färre gymnaster som deltar i kvalet i hopp än i andra grenar. Det beror på den större risken för skador.  I finalen raderades kvalets resultat och gymnasterna återigen genomförde två hopp. I hopp, både i kval och final, måste gymnasterna genomföra två hopp till motsats till ett hopp som krävs i individuell mångkamp och lagmångkamp. Ett genomsnitt av de två hoppens poäng blir deltagarens totaltpoäng.
De två tidigare OS-mästarna Simone Biles (2016) och Rebeca Andrade (2020) kvalificerade sig till finalen som etta och tvåa.
I finalen vann Biles guldet med 15,300 poäng. Silvret gick till Andrade på 14,966 poäng och Jade Carey fick bronset med 14,466 poäng.

## Deltagare
Totalt fanns det 95 kvotplatser till kvinnlig artistisk gymnastik. De nationella olympiska kommittérna kunde kvalificera med max 5 gymnaster (plus tre reserver).
De 12 nationerna som kvalificerade sig till lagtävlingen fick skicka 5 gymnaster var till tävlingen, vilket totalt var 60 av 95 kvotplatser. De nationerna var de tre bästa lagen vid världsmästerskapen i artistisk gymnastik 2022 (USA, Storbritannien och Kanada) och de nio bästa lagen (exklusive de som redan kvalificerat sig) vid världsmästerskapen 2023 (Kina, Brasilien, Italien, Nederländerna, Frankrike, Japan, Australien, Rumänien och Sydkorea).
De återstående 35 kvotplatserna delades ut individuellt.  Dessa platser fylldes genom olika kriterier baserade på bland annat världsmästerskapen 2023, FIG:s världscupserie i artistisk gymnastik 2024 och kontinentala mästerskap.
De 95 gymnasterna i kvalet hade rätt att delta i alla grenars kval färutom lagmåmgkampen. Endast 19 gymnaster valde att kvala i hopp och av dem tog sig 8 till finalen.

## Schema
Alla tider är CET.
| Datum     | Tid   | Omgång | Grupp   |
| --------- | ----- | ------ | ------- |
| 28 juli   | 09:30 | Kval   | grupp 1 |
| 28 juli   | 11:40 | Kval   | grupp 2 |
| 28 juli   | 14:50 | Kval   | grupp 3 |
| 28 juli   | 18:00 | Kval   | grupp 4 |
| 28 juli   | 21:10 | Kval   | grupp 5 |
| 3 augusti | 16:20 | Final  | –       |

## Kval
Av de 19 deltagande gymnasterna i hoppkvalet kvalificerade sig följande åtta, plus tre reserver, till finalen:
| D-poäng | = Svårighetsgrad (Difficulty) |
| E-poäng | = Genomförande (Execution)    |

| Plac.     | Gymnast                   | Hopp 1  | Hopp 1  | Hopp 1 | Hopp 1  | Hopp 2  | Hopp 2  | Hopp 2 | Hopp 2  | Totalt | Anm. |
| Plac.     | Gymnast                   | D-poäng | E-poäng | Straff | Poäng 1 | D-poäng | E-poäng | Straff | Poäng 2 | Totalt | Anm. |
| --------- | ------------------------- | ------- | ------- | ------ | ------- | ------- | ------- | ------ | ------- | ------ | ---- |
| 1         | Simone Biles (USA)        | 6,4     | 9,400   |        | 15,800  | 5,6     | 9,200   |        | 14,800  | 15,300 | Q    |
| 2         | Rebeca Andrade (BRA)      | 5,6     | 9,400   | 0,100  | 14,900  | 5,0     | 9,466   |        | 14,466  | 14,683 | Q    |
| 3         | Jade Carey (USA)          | 5,6     | 9,166   | 0,100  | 14,666  | 5,0     | 9,200   |        | 14,200  | 14,433 | Q    |
| 4         | Jordan Chiles (USA)       | 5,0     | 9,333   |        | 14,333  | 4,8     | 9,300   |        | 14,100  | 14,216 | –    |
| 5         | Yeo Seo-jeong (KOR)       | 5,4     | 9,000   |        | 14,400  | 5,0     | 8,966   |        | 13,966  | 14,183 | Q    |
| 6         | An Chang-ok (PRK)         | 5,0     | 9,066   |        | 14,066  | 5,6     | 8,700   |        | 14,300  | 14,183 | Q    |
| 7         | Shallon Olsen (CAN)       | 5,6     | 8,833   |        | 14,433  | 5,0     | 8,900   |        | 13,900  | 14,166 | Q    |
| 8         | Ellie Black (CAN)         | 5,0     | 9,100   |        | 14,100  | 4,8     | 9,100   |        | 13,900  | 14,000 | Q    |
| 9         | Valentina Georgieva (BUL) | 5,0     | 9,166   |        | 14,166  | 4,8     | 9,033   |        | 13,833  | 13,999 | Q    |
| 10        | Alexa Moreno (MEX)        | 5,4     | 8,766   |        | 14,166  | 5,2     | 8,533   |        | 13,733  | 13,949 | R1   |
| 11        | Ming van Eijken (FRA)     | 5,4     | 8,833   |        | 14,233  | 4,4     | 8,933   |        | 13,333  | 13,783 | R2   |
| 12        | Csenge Bácskay (HUN)      | 5,0     | 8,900   |        | 13,900  | 4,8     | 8,833   |        | 13,633  | 13,766 | R3   |
| Referens: |                           |         |         |        |         |         |         |        |         |        |      |

Resarverna för hoppfinalen var:
1. Alexa Moreno (MEX)
2. Ming van Eijken (FRA)
3. Csenge Bácskay (HUN)

Gick inte vidare för att det fanns två gymnaster från samma nation med högre poäng:
- Jordan Chiles (USA)

## Final
| Plac.     | Gymnast                   | Hopp 1  | Hopp 1  | Hopp 1 | Hopp 1  | Hopp 2  | Hopp 2  | Hopp 2 | Hopp 2  | Totalt |
| Plac.     | Gymnast                   | D-poäng | E-poäng | Straff | Poäng 1 | D-poäng | E-poäng | Straff | Poäng 2 | Totalt |
| --------- | ------------------------- | ------- | ------- | ------ | ------- | ------- | ------- | ------ | ------- | ------ |
| 1         | Simone Biles (USA)        | 6,4     | 9,400   | 0,100  | 15,700  | 5,6     | 9,300   |        | 14,900  | 15,300 |
| 2         | Rebeca Andrade (BRA)      | 5,6     | 9,500   |        | 15,100  | 5,4     | 9,433   |        | 14,833  | 14,966 |
| 3         | Jade Carey (USA)          | 5,6     | 9,133   |        | 14,733  | 5,0     | 9,200   |        | 14,200  | 14,466 |
| 4         | An Chang-ok (PRK)         | 5,0     | 9,066   |        | 14,066  | 5,6     | 8,766   |        | 14,366  | 14,216 |
| 5         | Valentina Georgieva (BUL) | 5,0     | 9,100   |        | 14,100  | 4,8     | 9,066   |        | 13,866  | 13,983 |
| 6         | Ellie Black (CAN)         | 5,0     | 9,100   |        | 14,100  | 4,8     | 8,966   |        | 13,766  | 13,933 |
| 7         | Yeo Seo-jeong (KOR)       | 5,4     | 8,766   |        | 14,166  | 5,0     | 7,666   |        | 12,666  | 13,416 |
| 8         | Shallon Olsen (CAN)       | 5,6     | 8,500   |        | 14,100  | 5,0     | 7,633   |        | 12,633  | 13,366 |
| Referens: |                           |         |         |        |         |         |         |        |         |        |